# Proba sallei
Proba sallei är en insektsart som först beskrevs av Carl Stål 1862.  Proba sallei ingår i släktet Proba och familjen ängsskinnbaggar. Inga underarter finns listade i Catalogue of Life.